# Thảm sát Trường Trung học Quận Marshall
Thảm sát Trường Trung học Quận Marshall là một vụ xả súng tại trường Trung học Quận Marshall ở Draffenville, Kentucky vào ngày 23 tháng 1 năm 2018. Khi các học sinh đang tụ tập tại một khu vực ngoài trời trước khi bắt đầu tiết học, một học sinh 15 tuổi mang theo súng cầm tay và bắn vào họ, giết chết một học sinh 15 tuổi ngay lập tức, và làm bị thương một người khác, sau đó chết tại bệnh viện gần đấy. Mười bảy người khác bị thương, mười hai trong số đó gây ra bởi đạn.

## Biến cố
Vào lúc 7:55 sáng khi các học sinh đang tập trung tại một khu vực mở trước khi bắt đầu các lớp học, học sinh 15 tuổi Gabriel Ross Parker, đã nổ súng với một khẩu súng lục Ruger, giết chết hai đứa trẻ 15 tuổi tại hiện trường.
Parker báo cáo đã đến phòng ban nhạc của trường để kiểm tra với bạn bè trước khi nổ súng, để chắc chắn rằng họ không ở trong khu vực trước khi quay lại khu vực chung và bắt đầu cuộc tấn công của mình. Các nhân chứng tuyên bố rằng đôi mắt của tay súng là "vô hồn" và anh ta không nói gì trong khi anh ta bắn vào học sinh.
Sau vụ nổ súng, anh ta vứt bỏ vũ khí và chạy đến phòng cân và trốn cùng các sinh viên khác. Các sinh viên, không biết anh ta là kẻ bắn súng bị nghi ngờ, ra hiệu cho anh ta tham gia cùng họ trốn. Một học sinh khác đang trốn trong địa điểm, nhận ra Parker là người nổ súng và báo cho một giáo viên trong phòng về danh tính người nổ súng, sau đó giáo viên đã gọi cho cơ quan thực thi pháp luật.
Một số lượng lớn học sinh trốn khỏi khuôn viên trường học để tìm kiếm sự an toàn với các chủ doanh nghiệp địa phương đang cố gắng hỗ trợ học sinh. Học sinh chạy khỏi vụ việc đã nghe thấy tiếng la hét "Xuống đi!" nhưng nhiều người đã chạy trốn, hoặc cố gắng sơ tán những người bị thương khỏi trường và đưa họ đến bệnh viện. Điều này tạo ra sự hỗn loạn khi nhiều người đánh rơi những gì họ đang mang như điện thoại và túi xách và nhảy hàng rào hoặc chạy vào rừng. Nhiều sinh viên cũng chạy đến tòa nhà kỹ thuật của trường trong khuôn viên trường.
Mười tám người khác bị thương, do đạn và sự hỗn loạn sau đó với ba người bị thương nặng. Parker đã bị cảnh sát hạt Marshall bắt giam vào lúc 8:06 sáng.
Mẹ của nghi phạm được cho là đã nhận được một cuộc điện thoại từ con trai rằng đã có một vụ nổ súng và anh ta sợ hãi. Sự tiết lộ rằng con trai bà là kẻ bắn súng bị nghi ngờ đã khiến bà bị ốm.

## Các nạn nhân
Bailey Nicole Holt và Preston Ryan Cope, đều 15 tuổi, bị giết chết. Holt chết ngay tại hiện trường và Cope chết sau đó tại Trung tâm Y tế Vanderbilt. Mười tám học sinh khác bị thương, năm người bị thương do cố trốn thoát.

## Phản ứng
Nhiều chính trị gia tiểu bang và liên bang đã đưa ra các tuyên bố về vụ việc. Thống đốc Kentucky Matt Bevin đã nhanh chóng có mặt tại hiện trường để đánh giá tình hình và đưa ra tuyên bố tại chỗ.

## Nghi phạm
Gabriel Ross Parker nghi phạm là một học sinh năm hai 15 tuổi tại trường.  Cảnh sát trưởng hạt Marshall từ Sở cảnh sát hạt Marshall đã tìm thấy cậu bé, được xác định là Gabriel Ross Parker, và bắt giữ anh ta sau vụ nổ súng. Sau khi bị bắt, một chiếc túi mà Parker có trên người đã bị cảnh sát tìm kiếm, và giữ một bản sao của Tuyên ngôn Cộng sản và một con dao vỏ bọc Winchester lớn. Tại nhà anh ta có một bản sao của Mein Kampf. Cảnh sát cũng thu giữ chiếc điện thoại nghi phạm.